# Дом Виклунда
Дом Виклунда — доходный дом, построенный в конце XIX века в Выборге по проекту архитектора К. Л. Иконена. Четырёхэтажное здание в центре города с обращённым к площади Выборгских полков привлекательным фасадом, оформленным с использованием элементов разных архитектурных стилей при преобладающем влиянии неоренессанса, включено в перечень памятников архитектуры.

## История
В конце XIX века, после того, как в соответствии с разработанным в 1861 году выборгским губернским землемером Б. О. Нюмальмом планом были снесены устаревшие укрепления Каменного города и Рогатой крепости, главная улица города — Екатерининская — была продлена на юго-восток, куда со строительством нового дома губернатора, лютеранского храма, Выборгского почтамта и других публичных зданий переместился городской центр. В ходе развернувшегося городского строительства большую известность приобрели братья-подрядчики Андерс и Якоб Виклунды, владельцы кирпичного завода. Строительный мастер Андерс Виклунд занимался возведением выборгской архитектурной доминанты — лютеранского храма финской общины. А угловой участок напротив финской церкви, приобретённый братьями Виклундами, занял доходный дом, спроектированный в 1889 году зятем Андерса Виклунда — архитектором Леандером Иконеном. Якоб Виклунд умер до завершения строительства, и Андерс Виклунд (1840—1901) стал единственным владельцем дома, построенного в 1891 году из кирпичей с их семейного предприятия. Здание, окончательно сданное в эксплуатацию в 1893 году, на то время было самым большим жилым домом в Выборге. 
Пышно отделанный эклектичный фасад здания богато декорирован с использованием заимствованных архитектором у мастеров архитектуры Возрождения классицистических элементов: таких, как возвышающиеся над крышей треугольные щипцы над профилированным выступающим карнизом и высокие пилястры, визуально объединяющие верхние этажи. Первый этаж декорирован каменным рустом, поверхность элементов покрыта грубой и гладкой штукатуркой, что придаёт дополнительный контраст. Верхние этажи сочетают окраску по кирпичной кладке со штукатурным декором. Вертикальное членение здания подчёркивается ризалитами: шириной в три окна в центральной части фасада и в два окна — в боковых частях. Изначально каждый ризалит был украшен массивным балконом, однако уже к 1930-м годам балконы были утрачены. Оконные проёмы украшены большим количеством разнообразных архитектурных элементов с растительным и животным орнаментом. В частности, сохранились медальоны с монограммами заказчика (A. W.) и датами строительства, а также небольшие парные львиные маскароны: их 72, и это самое большое собрание львов на одном архитектурном сооружении в Выборге. 
По стечению обстоятельств Л. Иконен, погибший в 1918 году в ходе Гражданской войны в Финляндии, был похоронен напротив спроектированного им дома.  
В ходе советско-финских войн (1939—1944) здание получило сравнительно малозначительные повреждения, и в послевоенное время было местом жительства крупных военачальников, получив прозвище «генеральский дом» («генеральским» называли и магазин в соседнем доме). В ходе реставрации 2018 года была расчищена от штукатурки кирпичная кладка с воссозданием ряда деталей фасадной лепнины.

## Изображения

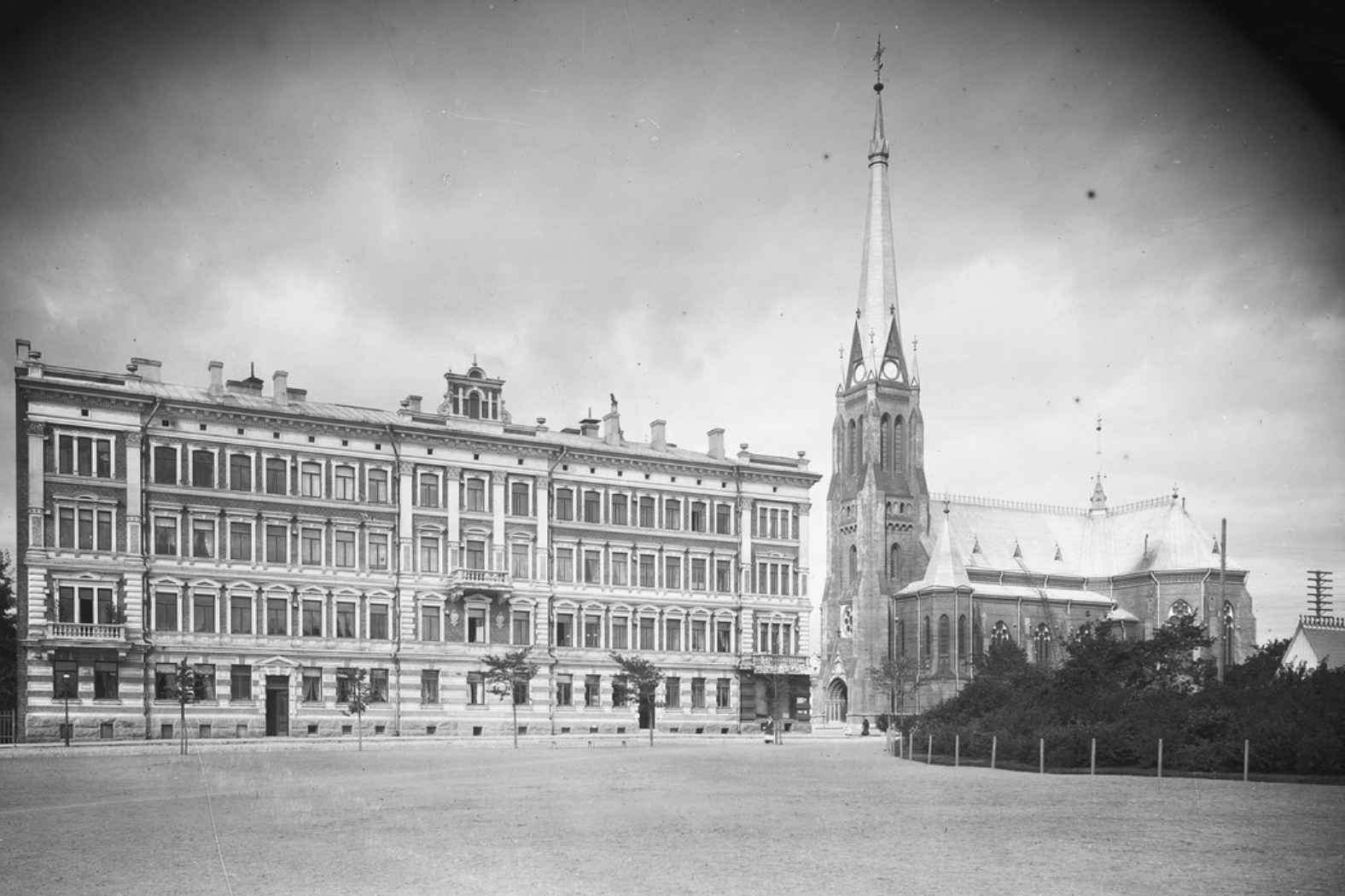
Вид со стороны площади в начале XX века
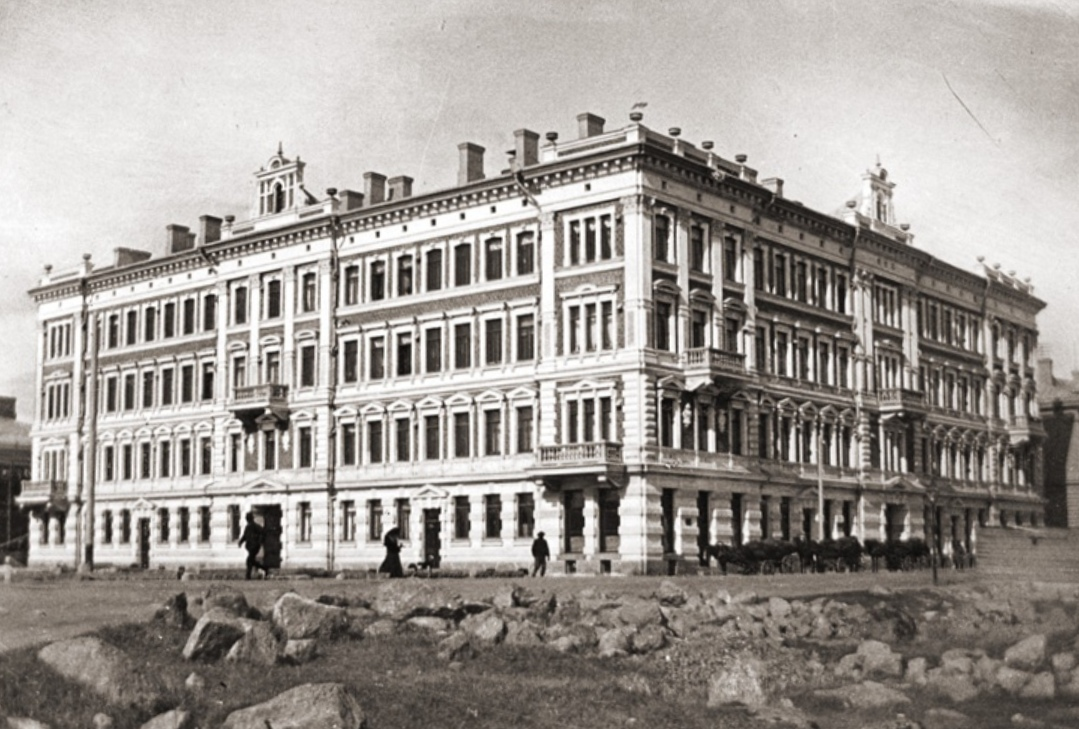
Первоначальный вид фасада до утраты балконов
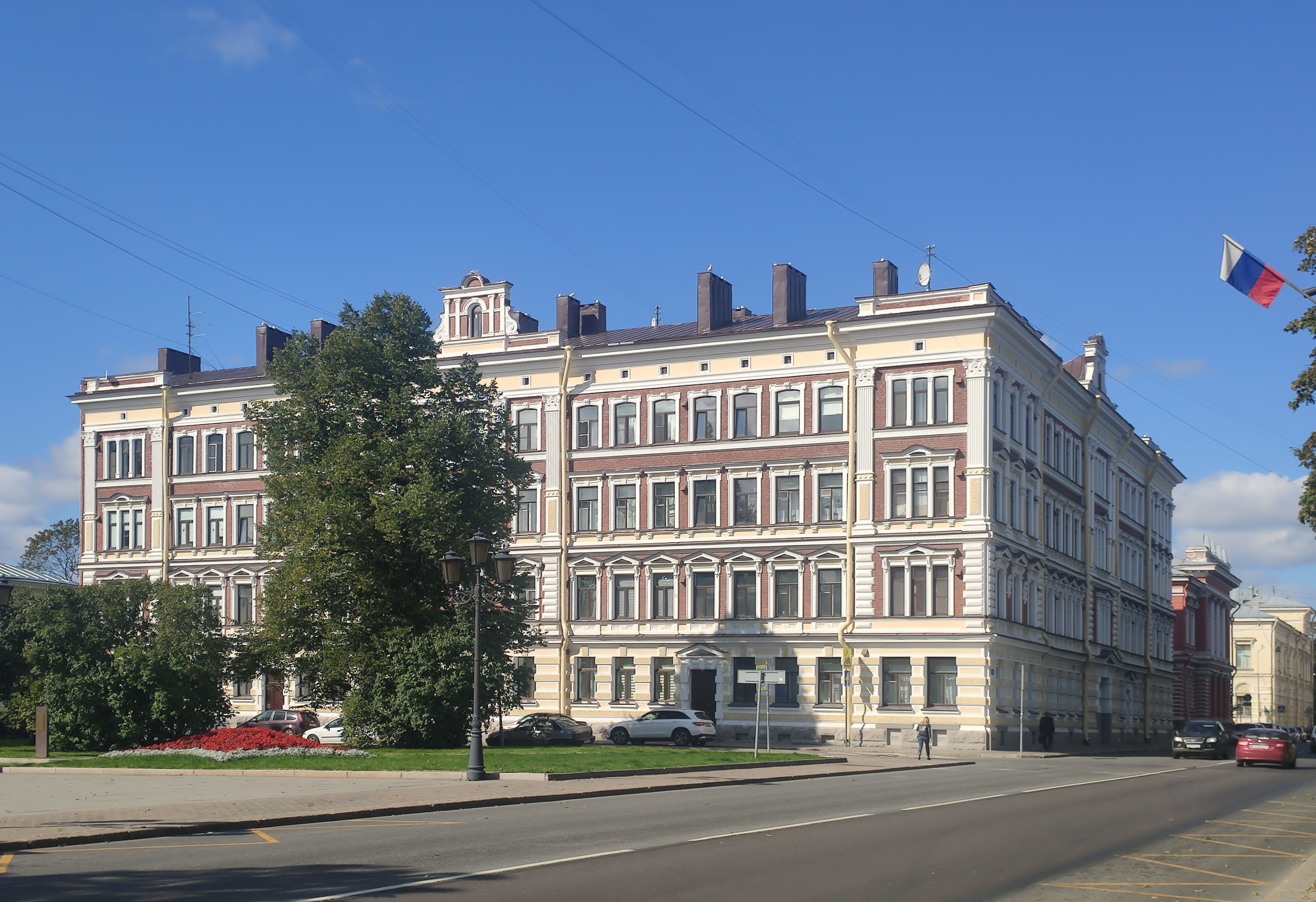
Фото 2021 года
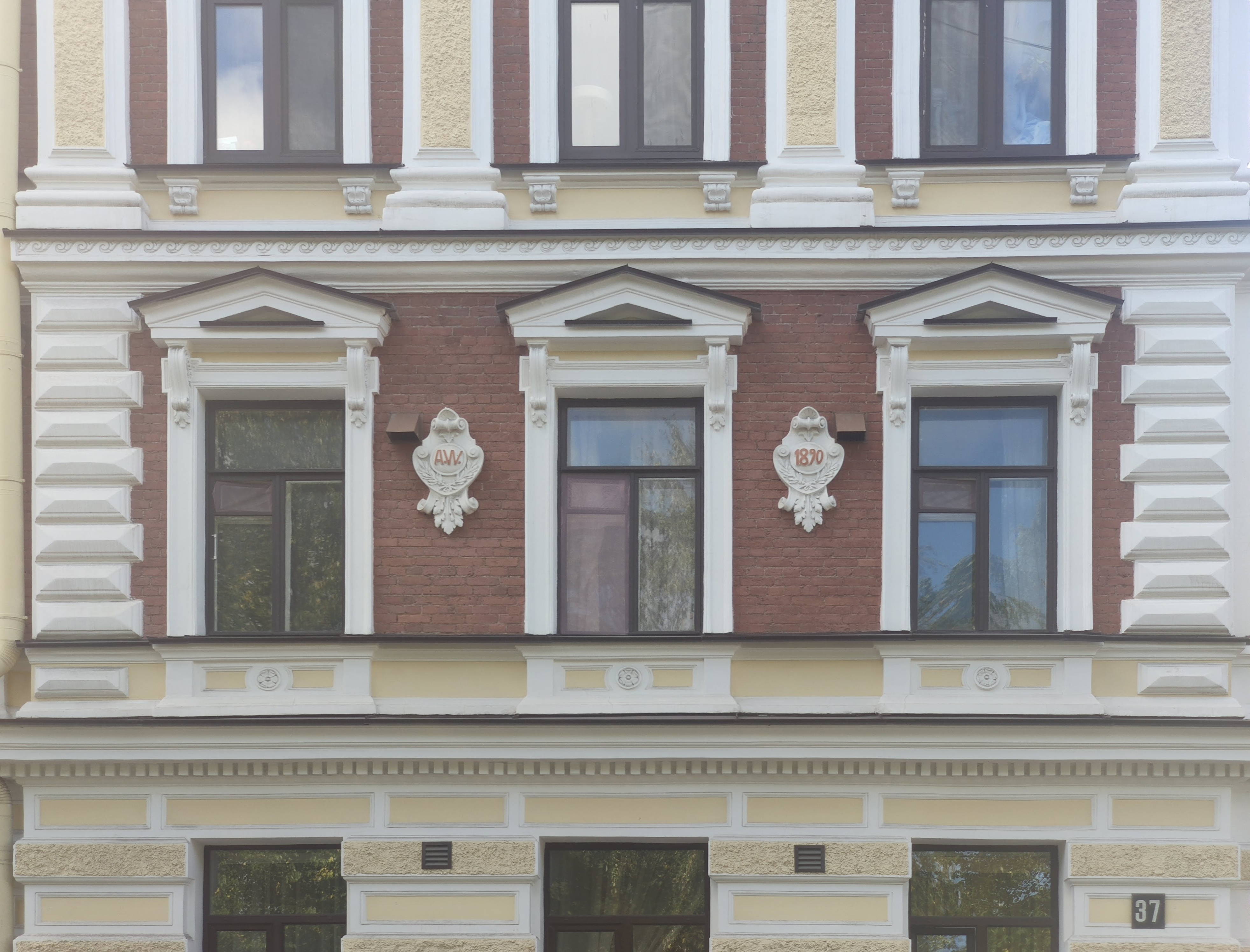
Элементы фасадного декора в 2021 году